# 巴納特 (密歇根州)
巴納特（英語：Banat）是位於美國密歇根州梅諾米尼縣霍姆斯鎮區的一個非建制地區。

## 地理
巴納特所處的海拔為高於海平面241米（即791英呎），而該地所採用的時區為UTC-6，即北美中部時區（CST）。同時該地設有夏令時間，為UTC-6調快一小時，即UTC-5（CDT）。